# پروتئوگلیکان
پروتئین‌های گلیکوزیل‌شده یا پروتئوگلیکان به پروتئین‌هایی می‌گویند که گروه شیمیایی گلیکوزیل به فراوانی به آنها پیوند خورده است.
ساختار پروتئین‌های گلیکوزیل‌شده از یک هستهٔ پروتئینی با یک یا چند رشتهٔ گلیکوزآمینوگلیکان پیوندخورده به آن (پیوند کووالانسی)، پدید آمده است.

## انواع
| گلیکوزآمینوگلیکان‌ها              | پروتئوگلیکان‌های کوچک                 | پروتئوگلیکان‌های بزرگ                                                                  |
| -------------------------------- | ------------------------------------ | ------------------------------------------------------------------------------------- |
| کندروایتین سولفات/درماتان سولفات | decorin, 36 kDa biglycan, 38 kDa     | versican, 260-370 kDa, present in many adult tissues including blood vessels and skin |
| هپاران سولفات/کندروایتین سولفات  | testican, 44 kDa                     | perlecan, 400-470 kDa                                                                 |
| کندروایتین سولفات                | bikunin, 25 kDa                      | neurocan, 136 kDa اگریکان, 220 kDa, پروتئوگلیکان اصلی در غضروف                        |
| کراتین سولفات                    | fibromodulin, 42 kDa lumican, 38 kDa |                                                                                       |

## جستارههای وابسته
گلیکوزآمینوگلیکان